# Азанка (приток Тавды)
Азанка — река в России, протекает по Тавдинскому городскому округу Свердловской области. Устье реки находится в 238 км от устья Тавды по правому берегу, в городе Тавде. Длина реки 40 км, площадь водосборного бассейна — 724 км². Вытекает из озера Коробейниково в посёлке Азанка.
Высота истока — 68,4 м над уровнем моря.
Основные притоки: Ржавец (правый, в посёлке Азанка), Малушка (левый, 38 км от устья), Чернушка (левый, 37 км от устья), Берестянка (левый), Большая Земляная (правый, 19 км от устья), Еловая (правый) и Еловка (правый).

## Данные водного реестра
По данным государственного водного реестра России, Азанка относится к Иртышскому бассейновому округу, водохозяйственный участок реки — Тавда от истока и до устья, без реки Сосьвы от истока до водомерного поста у деревни Морозково, речной подбассейн Тобола, речной бассейн Иртыша.
Код объекта в государственном водном реестре — 14010502512111200013103.